# II Аллея почётного захоронения в Баку
II Аллея почётного захоронения (азерб. İkinci Fəxri xiyaban) — кладбище, расположенное в Ясамальском районе города Баку. Как и первая Аллея почётного захоронения представляет собой аллеи, на которых похоронены видные азербайджанские деятели культуры, науки, литературы, искусства, национальные герои Азербайджана, герои Отечественной войны Азербайджана, Герои Советского Союза, политики, а также отличившиеся в различных областях экономики и сельского хозяйства и заслужившие почётные звания.